# Húnabyggð
Húnabyggð est une municipalité nord-ouest de l'Islande sur la péninsule de Skagi dans la région Norðurland vestra, avec un accès à l'Húnafjörður. Elle a été formée en 2022 à la suite de la fusion de Húnavatnshreppur et Blönduós.
Húnabyggð est l'une des plus vastes municipalités d'Islande en termes de superficie et s'étend de Húnaflói, où se trouve Blönduós, à l'intérieur, où se trouvent Langjökull et Hofsjökull. La centrale hydroélectrique de Blönduvirkjun est située dans la municipalité.

## Histoire
Un vote a eu lieu en février 2022 où 97,8% des habitants de Blönduós et 62,3% des habitants de Húnavatnshreppur ont voté avec la fusion. La fusion a été finalisée lors des élections municipales de mars 2022.
En mai 2022, Húnavatnshreppur et Blönduós fusionne pour constituer la nouvelle municipalité.

## Jumelages
La ville de Húnabyggð est jumelée avec :
- Horsens (Danemark)
- Karlstad (Suède)
- Moss (Norvège)
- Nokia (Finlande)